# Oberbalm
Oberbalm é uma comuna da Suíça, no Cantão Berna, com cerca de 854 habitantes. Estende-se por uma área de 12,4 km², de densidade populacional de 69 hab/km². Confina com as seguintes comunas: Köniz, Niedermuhlern, Rüeggisberg, Wahlern, Wald.
A língua oficial nesta comuna é o alemão.